# 100のコドク達へ
『100のコドク達へ』（ひゃくのこどくたちへ）は、日本の歌手・倖田來未の19作目の配信限定シングル。2021年12月6日に配信された。

## 解説
前作『4 MORE』から20日ぶりでのリリースで、12月6日（デビュー日）まで3か月連続配信リリースの第3弾。なお、本作と同日にリリースされたベストアルバム『BEST 〜2000-2020〜』には前シングル「4 MORE」と共に未収録となっている。
リリースに先駆けて、11月8日にローカルラジオ番組・J-WAVE『GROOVE LINE』内において前作「4 MORE」と共に、初のオンエア解禁された。

## 制作背景、コンセプト
本作は、何度もこの楽曲と向き合いレコーディングを重ねた、人々が抱える“孤独”や“葛藤”をテーマとした楽曲 とし、「なぜワタシは愛されないのですか？」「なぜワタシは生まれて来たのですか？」など、聴く人の心に突き刺さるセンセーショナルな歌詞とメロディーが特徴の1曲 であり、倖田史上最も切ないバラードとなっている。
ジャケットのビジュアル・アートワークは、“孤独や葛藤を抱えていても、星空の下で私たちは必ず繋がっている”という意味が込められたデザインに仕上げている。

## 楽曲
1. 100のコドク達へ [5:47]
作詞：jam
作曲：Katsuhiko Yamamoto

## 収録アルバム
- 『heart』

## 収録ライブ映像
- 『KODA KUMI Love & Songs 2022』
- 『billboard classics KODA KUMI Premium Symphonic Concert 2022 @festival hall』(WINGS)